# Eddie Moussa
Eddie Moussa (Stockholm, 20 maart 1984 - Södertälje, 1 juli 2010) was een Zweeds voetballer van Assyrische en Libanese afkomst. Hij speelde gedurende zijn volledige carrière voor Assyriska Föreningen.
Zijn vader komt uit Libanon en zijn moeder uit Syrië. In 2001 speelde hij bij de club Assyriska Föreningen. In 2004 promoveerde hij naar de Allsvenskan, de hoogste voetbal divisie in Zweden. Na een jaar bij de club Valsta Syrianska IK gespeelde te hebben keerde hij weer terug bij Assyriska Föreningen in de Superettan. In 2010 werd hij op 26-jarige leeftijd samen met zijn broer vermoord in een Zweedse gokclub.